# نشانه مایرسون
نشانهٔ مایرسون (انگلیسی: Myerson's sign) یا نشانهٔ ضربه به میان‌ابرو یافته‌ای در معاینه بالینی است که در آن بیمار با ضربه زدن مکرر به میان‌ابرو، (ناحیه بالای بینی و بین ابروها)، نمی‌تواند در برابر پلک زدن مقاومت کند. به این نشانه پزشکی رفلکس گلابلار هم می‌گویند و اغلب یکی از نشانه‌های اولیه بیماری پارکینسون است، اما ممکن است در مراحل نخست زوال عقل و همچنین سایر بیماری‌های عصبی پیشرونده دیده شود. نشانهٔ مایرسون نامش را از متخصص مغز و اعصاب آمریکایی آبراهام مایرسون می‌گیرد.